# Длиннохвостый сильф
Длиннохвостый сильф (лат.) (Aglaiocercus coelestis) — вид птиц из семейства колибри (Trochilidae). Обитает в Колумбии и Эквадоре. Самцы достигают 18 см в длину, самки — 9,7 см. Встречается на высоте от 300 до 2 100 метров над уровнем моря, как правило, выше 900 м. Ведут одиночный образ жизни в нижних ярусах леса, где приурочены к небольшим куртинам цветущих растений. Питаются, зависая над цветками, реже цепляясь за их край. Не отмечены на цветущих деревьях.